# Famille Boussardel
Famille Boussardel est un roman de Philippe Hériat publié en 1944 aux éditions Gallimard et ayant reçu le Grand prix du roman de l'Académie française en 1947. Situé chronologiquement avant le roman Les Enfants gâtés, mais publié cinq années plus tard, Famille Boussardel constitue cependant le premier tome de la suite romanesque des Boussardel.

## Historique
Famille Boussardel est publié aux éditions Gallimard en 1944. Bien accueili, il est distingué en 1947 par le Grand prix du roman de l'Académie française. Un autre roman de Philippe Hériat, Les Enfants gâtés, bien que publié cinq ans plus tôt, en 1939, en constitue chronologiquement la suite. L'auteur a obtenu en 1939 le prix Goncourt pour ce livre. Un troisième tome, Les Grilles d'or, est publié en 1957. Et un quatrième, Le Temps d'aimer, en 1968.

## Résumé
Le roman commence en 1815 et se termine un siècle plus tard, avec le début de la Première Guerre mondiale. Il relate l'ascension d'une famille bourgeoise sur plusieurs générations, et le developpement de sa fortune financière. Le premier Boussardel évoqué est un fonctionnaire du Premier Empire qui devient agent de change et qui est à l'origine de la fortune familiale. Son fils se montre fort satisfait de la Restauration. Il fait construire, lui et ses descendants, à Paris, en bordure du parc Monceau, de la rue de Prony et de la place Malesherbes, et en province. Les événements politiques du XIXe siècle ne les touchent pas, ni les Trois Glorieuses, ni la révolution de 1848, ni la chute du Second Empire, ni la Commune de Paris (ils se mettent à l'abri à la campagne). Aucun membre de la famille n'y verse une goutte de sang, ni ne défend une opinion. Le grand homme, pour les Boussardel, c’est le baron Haussmann. L'arrière-plan du roman est constitué de la transformation de la capitale française. L'œuvre dépeint, sans avoir l'air de les juger, la haute société bourgeoise parisienne, et l'égoïsme d'une de ses familles. Les grandes scènes du roman sont de l’ordre de la tragédie domestique.

## Adaptation
Une mini-série télévisée en cinq épisodes, Les Boussardel, est réalisée par René Lucot pour la télévision française, et est diffusée sur la deuxième chaîne de l'ORTF entre le 5 octobre et le 3 novembre 1972.

## Éditions
- Coll. « Blanche », éditions Gallimard, 1944